# Fritz Freisler
Fritz Freisler (Trübau, 21 gennaio 1881 – Vienna, 2 luglio 1955) è stato un regista e sceneggiatore austriaco, esponente di rilievo del cinema espressionista austriaco.

## Biografia
Nacque in Boemia, all'epoca dell'impero austro-ungarico. Dopo aver frequentato a Praga l'accademia commerciale, andò a Vienna dove studiò recitazione con Albert Heine. A ventidue anni, debuttò come attore al Volkstheater di Monaco, città dove rimase fino al 1907. Dopo aver lavorato per una stagione a Görlitz, nel 1908 si trasferì a Bielefeld e quindi Mannheim e a Berlino, dove arrivò nel 1910. Nella capitale, lavorò al Neue Volkstheater per diversi anni e si avvicinò al cinema, frequentando Oskar Messter, uno dei pionieri del cinema muto. Girò i suoi primi film nei primi anni della Grande Guerra, opere che - legate allo spirito del tempo - erano essenzialmente di propaganda. Ben presto, però, passò ai melodrammi che gli diedero un maggiore successo, anche perché il tema mélo era più nelle sue corde.
Nel 1923, diresse Irrlichter der Tiefe e Tänze des Grauens, des Lasters und der Ekstase, due film con Anita Berber, attrice e ballerina tedesca molto nota all'epoca della repubblica di Weimar. Il secondo, un documentario, illustra lo stile di vita della Berber, talmente esuberante ed estremo che porterà la danzatrice a una morte prematura avvenuta nel 1930.
Il regista lavorò soprattutto a Vienna, oltre che a Berlino. Nel 1927, diresse uno dei primi film dedicati al calcio, Il re del calcio. Con l'arrivo del sonoro, Freisler lasciò ben presto il cinema.

## Filmografia

### Regista
- Ein Wiedersehen in Feindesland, Kriegsepisode aus den heutigen Tagen (1915)
- Der Nörgler (1916)
- Wien im Krieg (1916)
- Was die Liebe vermag (1917)
- Der Mann ohne Kopf (1917)
- Der Brief einer Toten (1917)
- Das Nachtlager von Mischli-Mischloch (1918)
- Wer zuletzt lacht (1918)
- Er amüsiert sich (1918)
- Das andere Ich
- Il mandarino - Storia di un pazzo (Der Mandarin) - conosciuto anche col titolo Mandarino e Mefistofele cinese (1918)
- In un circolo vizioso (Der Umweg zur Ehe) (1919)
- In letzter Stunde
- Jagd nach dem Glück (1920)
- Il carnefice di S. Maria (Der Henker von Sankt Marien) (1920)
- Der Ausflug in die Seligkeit (1922)
- Die Schuldigen (1922)
- Tänze des Grauens, des Lasters und der Ekstase (1923)
- Fascino degli abissi (Irrlichter der Tiefe) (1923)
- Liebesgeschichten (1925)
- Hoheit tanzt Walzer (1926)
- L'amico delle donne belle (Das Spielzeug einer schönen Frau) (1927)
- Il re del calcio (Der König der Mittelstürmer) (1927)
- Die 3 Niemandskinder (1927)
- Dorine und der Zufall (1928)

### Sceneggiatore
- Ein Wiedersehen in Feindesland, Kriegsepisode aus den heutigen Tagen, regia di Fritz Freisler (1915)
- Wien im Krieg, regia di Fritz Freisler (1916)
- Die Liebe einer Blinden (1917)
- Der Brief einer Toten, regia di Fritz Freisler (1917)
- Das Nachtlager von Mischli-Mischloch, regia di Fritz Freisler (1918)
- Il mandarino - Storia di un pazzo (Der Mandarin), regia di Fritz Freisler - conosciuto anche col titolo Mandarino e Mefistofele cinese (1918)
- Don Juans letztes Abenteuer, regia di Karl Heiland (1918)
- Il mandarino - Storia di un pazzo (Der Mandarin), regia di Fritz Freisler (1918)
- Il carnefice di S. Maria (Der Henker von Sankt Marien), regia di Fritz Freisler (1920)
- Hoheit tanzt Walzer, regia di Fritz Freisler) (1926)
- Die 3 Niemandskinder, regia di Fritz Freisler (1927)
- Dorine und der Zufall, regia di Fritz Freisler (1928)
- Fasse dich kurz, regia di Luis Domke (1932)
- Bitte ein Autogramm!, regia di Phil Jutzi (1934)
- Una notte a Pietroburgo (Petersburger Nächte), regia di E.W. Emo (1935)